# Leptostraca
A Leptostraca (pajzsosfejűrákok) a rákok (Crustacea) altörzsébe, és a felsőbbrendű rákok osztályába tartozó rend.

## Anatómiájuk
|  |